# Janez Majciger
Janez (tudi Ivan) Majciger [jánez májciger], slovenski etnolog, etnograf in filolog, * 15. november 1829, Kranjska gora, † 16. avgust 1909, Maribor.

## Življenje in delo
Rojen očetu Janezu st. in materi Neži (rojena Dejnik).
Majciger je med letoma 1844 in 1852 obiskoval ljudsko šolo in gimnazijo v Celovcu. Po maturi je hotel vstopiti v bogoslovje, a ga kot Kranjca niso sprejeli, v Ljubljano pa ni hotel iti. Tako je odšel na dunajsko univerzo, kjer je študiral klasično in slovansko filologijo. Leta 1855 je bil Knafljev štipendist, drugače pa se je med študijem boril z gmotnimi težavami. Po državnem izpitu marca 1857 z dodatnim izpitom oktobra 1868 je bil oktobra nameščen za suplenta na mariborski gimnaziji. Tu je kot profesor slovenskega in klasičnega jezikoslovja služboval do svoje upokojitve marca 1900.
V gimnaziji ga je za slovenščino navdušil Anton Janežič. Kot dijak je Majciger nekaj del objavil v Slovenski bčeli in sodeloval pri celovški Slaviji. V Mariboru se je zlasti v dobi bivanja Josipa Šumana na zavodu marljivo udeleževal narodnega gibanja – bil je član, deloma soustanovitelj raznih narodnih ustanov, kakor Slovenske matice leta 1864, čitalnice (1861), posojilnice. Leta 1863 je iz češčine prevedel Bílýjevo delo Zgodovina svetih apostolov slovanskih Cirila in Metoda (Dějiny svatých apoštolů slovanských Cyrilla a Methoda).

## Izbrana dela
- Bílý, Jan Evangelista (1863), Dějiny svatých apoštolů slovanských Cyrilla a Methoda [Zgodovina svetih apostolov slovanskih Cirila in Metoda], Praga: K. Bellmann, COBISS 101092352
- Šuman, Josip; Žuža, Ivan; Majciger, Janez; Geršak, Ivan (1868), Slovenski Štajer : dežela in ljudstvo, Slovenska Matica, COBISS 901
- Majciger, Janez; Pleteršnik, Maks; Raič, Božidar (1870), Slovanstvo. Prvi del:, Ljubljana: Matica slovenska, COBISS 6795527
- Majciger, Janez (1883), »Voda in njene moči v domišljiji štajerskih Slovencev«, Kres, Celovec
- Majciger, Janez (1884), »Zrak in njegove moči v domišljiji in povesti štajerskih Slovencev«, Kres, Celovec